# Högsjö bruksmuseum

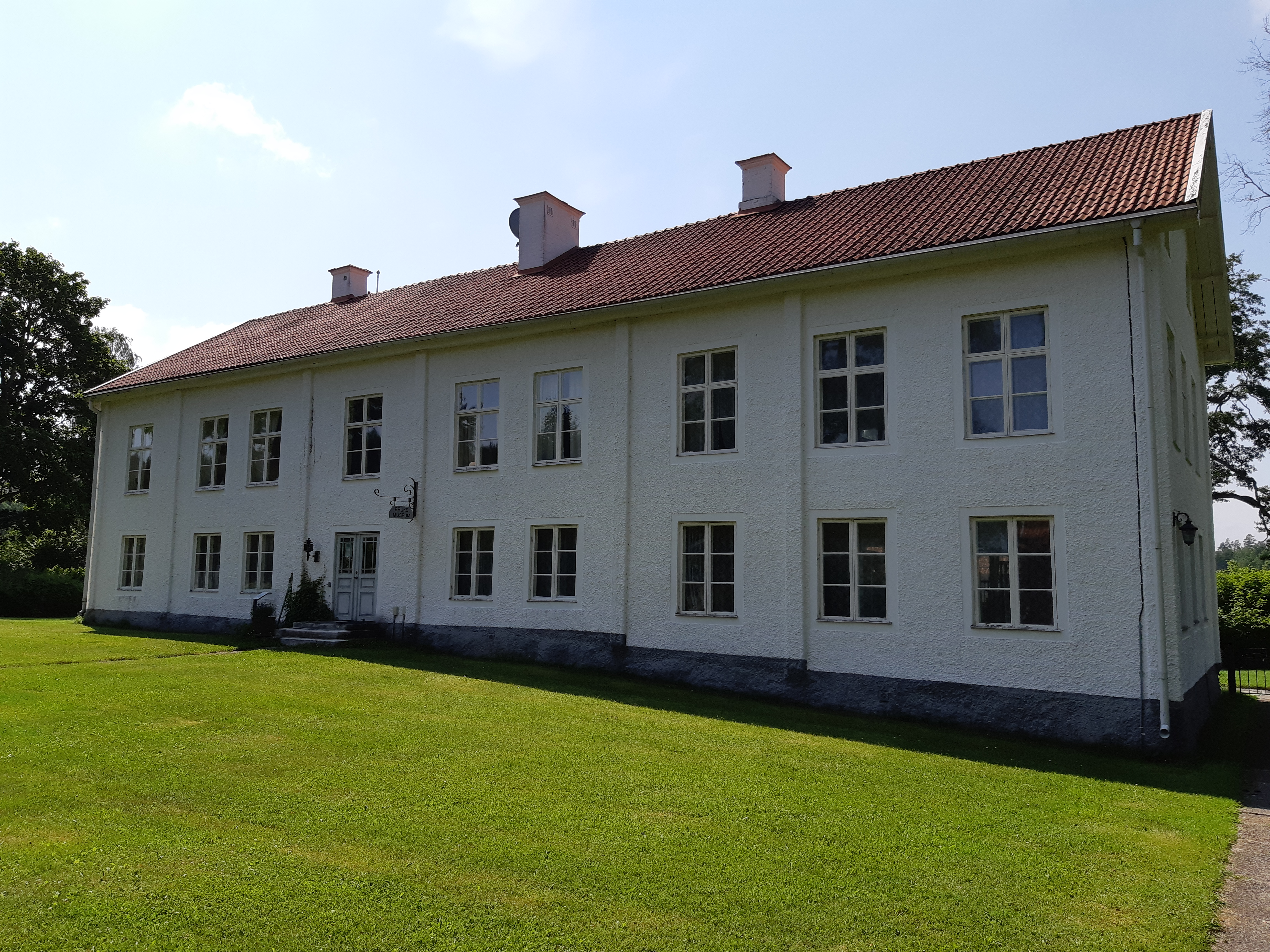
I Vita skolan, i Pampetorpsallén, är Högsjö hembygds- och bruksmuseum förlagt.

Högsjö hembygds- och bruksmuseum finns i den gamla kulturmiljön kring bruket i Högsjö, Vingåkers kommun, Sörmlands län. Museet drivs av Högsjö Kulturmiljöförening.

## Bruksmuseet
Bruksmuseet är förlagt till den vita skolbyggnaden i Pampetorpsallén och inrymmer utställningar som illustrerar arbetsmiljöerna från bruket. Här finns både kontorsrum och maskinhallar. Museet är en dokumentation av företaget Schullström och Sjöströms Fabriksaktiebolag, som bildades i Högsjö av J.W. Schullström år 1862 för tillverkning av maskinfilt till pappersbruk.

## Bilder

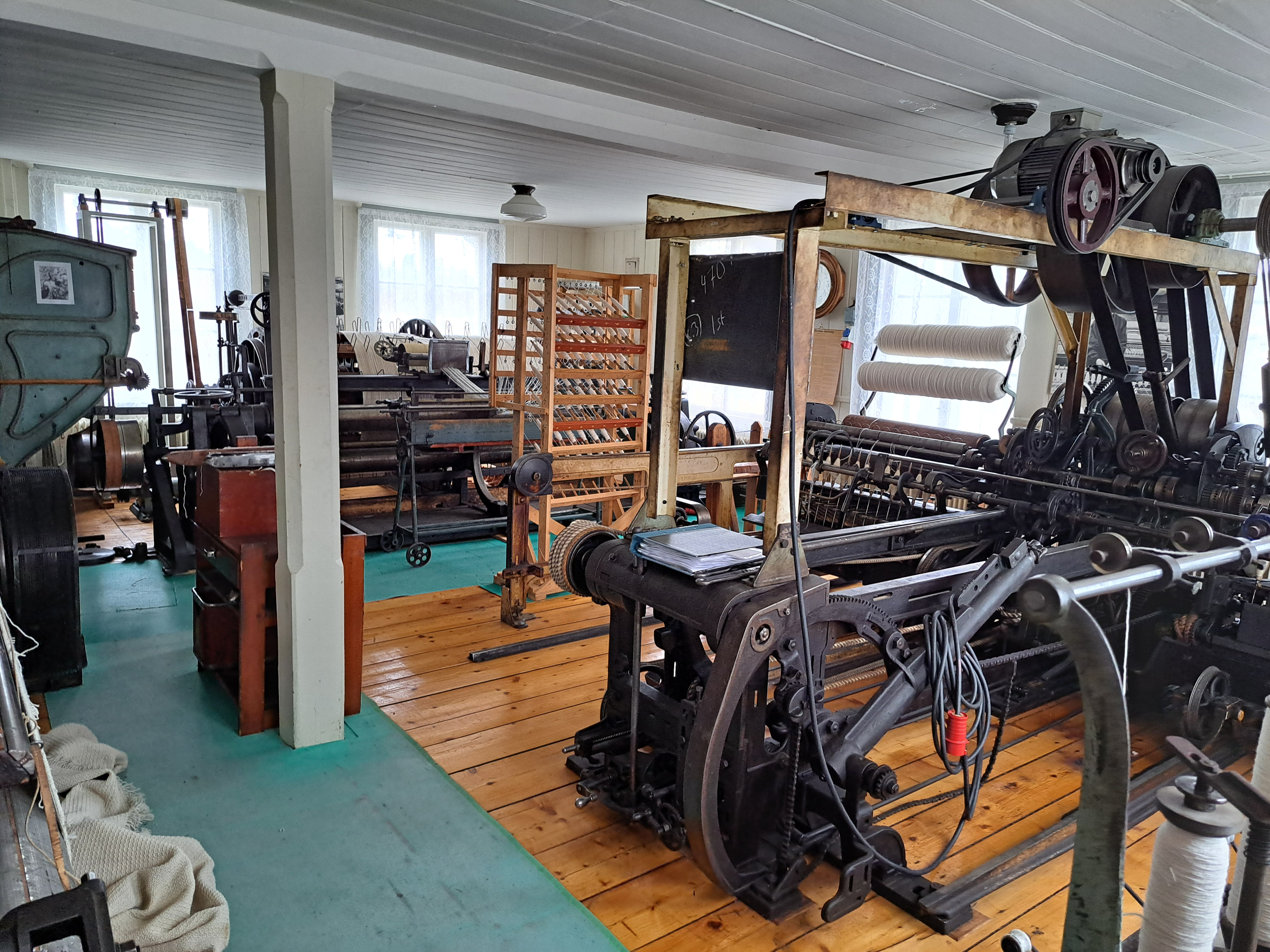
Arbetsmiljön var bullrig vilket framgår när maskinerna körs.
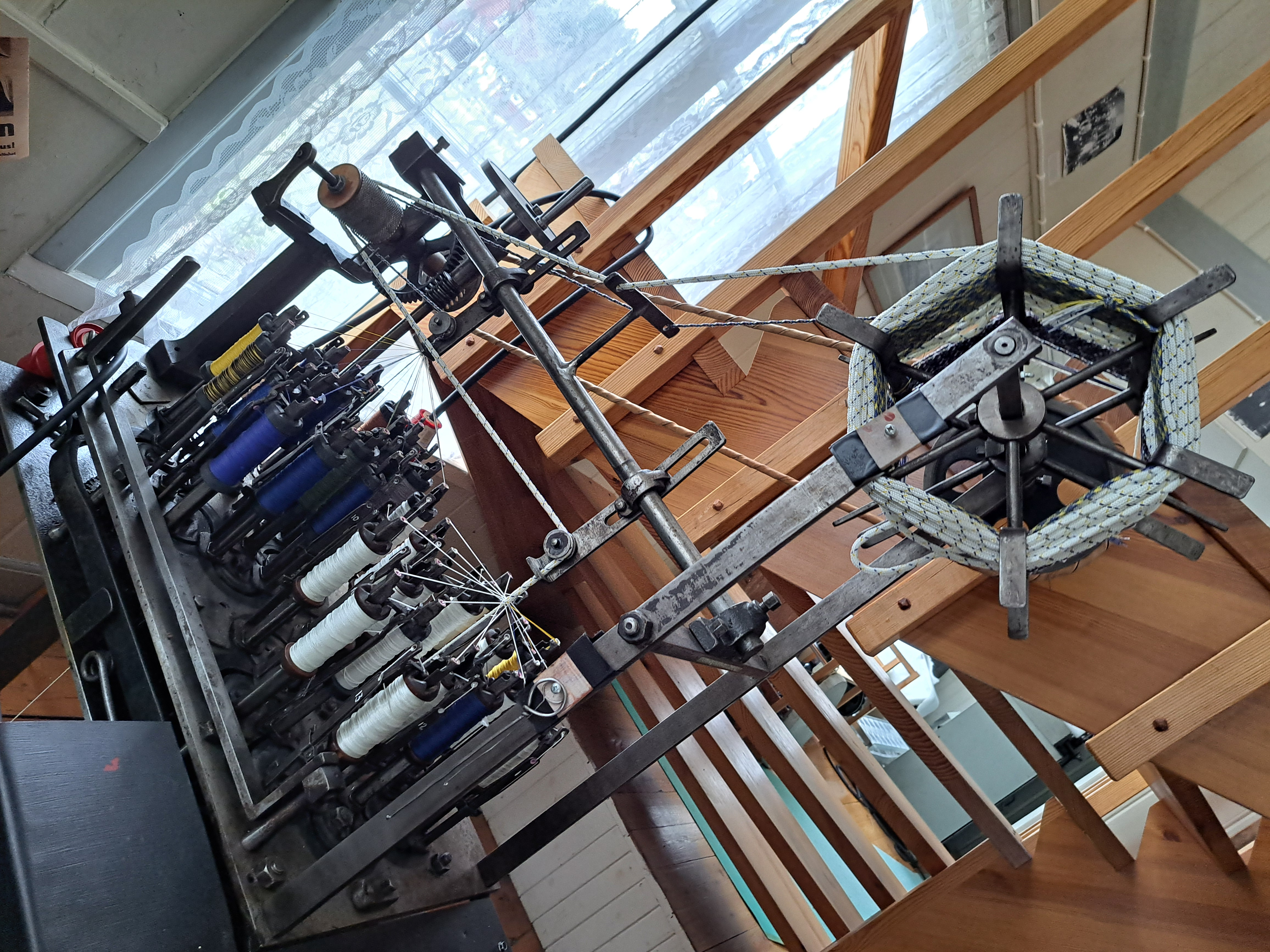
Detta är en pigg maskin vars snurrande skapar snören i utvalda färger.
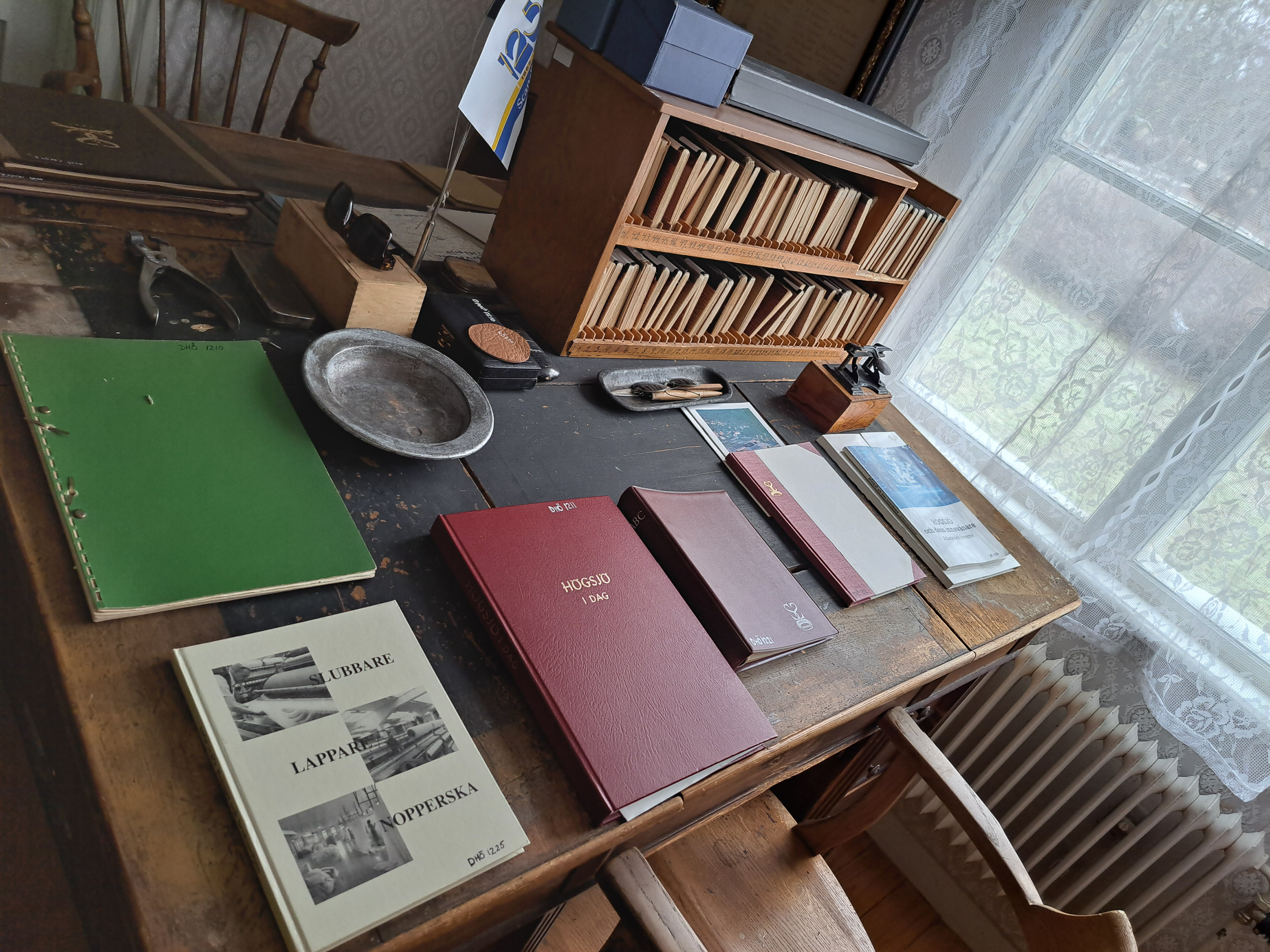
Även kontorsmiljö visas. Ordning och reda på hyllor och skrivbord.